# Ван Бёрен, Эрик
Эрик ван Бёрен (нидерл. Eric van Beuren, 5 июля 1942, Эттербек, Бельгия) — бельгийский хоккеист (хоккей на траве), нападающий.

## Биография
Эрик ван Бёрен родился 5 июля 1942 года в бельгийском городе Эттербек.
В 1964 году вошёл в состав сборной Бельгии по хоккею на траве на Олимпийских играх в Токио, поделившей 11-12-е места. Играл на позиции нападающего, провёл 3 матчей, забил 2 мяча в ворота сборной Канады.